# Fernanda Laguna
Fernanda Laguna (Hurlingham, 13 de junio de 1972) es una artista visual, escritora y curadora argentina.

## Biografía
Realizó sus estudios en la Escuela Nacional de Bellas Artes Prilidiano Pueyrredón. Posteriormente, en 1994, obtuvo la beca Kuitca y la beca Foundation for Arts Initiatives.
Desde 1994 expone sus trabajos de forma individual en Argentina. En 1996 comienza a participar en exposiciones colectivas en Argentina y en países como Estados Unidos, Brasil, España, entre otros.
En 1999 cofundó y codirigió junto a Cecilia Pavón la regalería, galería de arte y centro cultural "Belleza y Felicidad", la cual se mantuvo activa hasta el año 2008.
En el año 2003 inaugura La Escuela de Arte Belleza y Felicidad, Villa Fiorito, activa en la actualidad, que dirige y coordina. El proyecto contó con el apoyo del Fondo Nacional de las Artes de Argentina y funciona en torno a 3 ejes: educación, exposición y acción artística en la localidad de Lomas de Zamora.

### Obra literaria
En paralelo a su obra plástica, Fernanda Laguna desarrolló una prolífica obra literaria. Sus primeros poemas fueron exhibidos al mismos tiempo que sus obras visuales, que desde muy tempranamente incluyen frases o palabras. Sin embargo, desde entonces su práctica lírica se independizó de sus piezas plásticas hasta convertirla en una de las referentes de la denominada Poesía de los 90 de Argentina. En 2015 su obra literaria fue traducida al inglés y publicada en los libros Belleza y Felicidad (Editorial Sand Paper press) y Dreams and nigthmares (Editorial Les figures).

## Proyectos Artísticos
Curó más de 200 muestras en espacios independientes y museos de Argentina y el resto del mundo, tales como el Museo de Arte Latinoamericano de Buenos Aires, Museo de Arte Contemporáneo de Niteroi, Consulado Argentino en Nueva York (USA), entre otros. Como artista comenzó exponiendo en 1994 en el Centro Cultural Rojas, y participó durante toda su carrera artística de exposiciones individuales y colectivas en Ecuador (Bienal de Cuenca), Brasil (6 y 9 Bienal del Mercosur), España, Colombia, Uruguay, Alemania, Estados Unidos y México. Su obra forma parte de las colecciones del Museo de Arte Moderno de Buenos Aires, Museo de Arte Contemporáneo de Rosario, Museo de Arte Latinoamericano de Buenos Aires, Museo de Arte Contemporáneo de Salta, Colección Patricia Phelps de Cisneros, LACMA, Museo Tamayo, Pérez Art Museum Miami, Museo Guggenheim, entre otras. 

### Principales Proyectos
- Galería Belleza y Felicidad  (1999 – 2008)
- Editorial Belleza y Felicidad  (1998 - )
- Editorial Eloísa Cartonera (2003 - 2004)
- Espacio de poesía y performance Tu rito (2010 – 2013)
- Galería y Escuela de Arte Belleza y Felicidad Fiorito (2003 - actualidad)
- Proyecto de Escuela Secundaria Liliana Maresca  (2007 - 2010)
- Espacio Agatha Costure (2013 -2016)
- Tu rito (2010 - 2013)
- Festival de Cine soñar, soñar (2017)
- Proyecto comercial remeras X (2017 - )
- Mareadas en la Marea  (2017 - actualidad)
- Tienda El Universo (2017 - actualidad)

## Obra

### Prosa

#### Bajo el pseudónimo de Dalia Rosetti
- Durazno reverdeciente (2003, La Calabaza del Diablo)
- Me encantaría que gustes de mí (2005, Mansalva)
- Dame pelota (2009, Mansalva)
- Sueños y pesadillas (2016, Mansalva)
- El fuego entre nosotras (2021, Random House)
- Durazno reverdeciente y Porque te quise mucho (2023, Iván Rosado)

### Poesía
- Poesías (1995)
- Triste (1998)
- Fácil (1998, Belleza y Felicidad, junto a Cecilia Pavón)
- Los celos no ayudan la culpa tampoco (1999, Belleza y Felicidad)
- Autoayuda (1999, Belleza y Felicidad)
- La señorita (1999, Belleza y Felicidad)
- Amigas (1999, Belleza y Felicidad)
- Samanta (1999, Belleza y Felicidad)
- La ama de casa (1999, Belleza y Felicidad)
- El comandante E. A. (2003, Belleza y Felicidad)
- Una chica menstrúa cada 28 o 33 días y es normal (2003, Belleza y Felicidad)
- Control o no control (2012, Mansalva)
- La princesa de mis sueños (2018, Iván Rosado)
- Los grandes proyectos (2018, Página/12)

### Crítica de arte
- Espectacular (2019, Iván Rosado)